# Shanghai-Stadion
Das Shanghai-Stadion (chinesisch 上海體育場, Pinyin Shànghǎi tǐyùchǎng) ist ein Fußballstadion im Stadtbezirk Xuhui der chinesischen Metropole Shanghai. Seit 2023 trägt hier der Fußballverein Shanghai Shenhua FC seine Heimspiele aus. In direkter Nachbarschaft liegt das Shanghai Indoor Stadium, eine Mehrzweckhalle mit 12.000 Plätzen.

## Geschichte

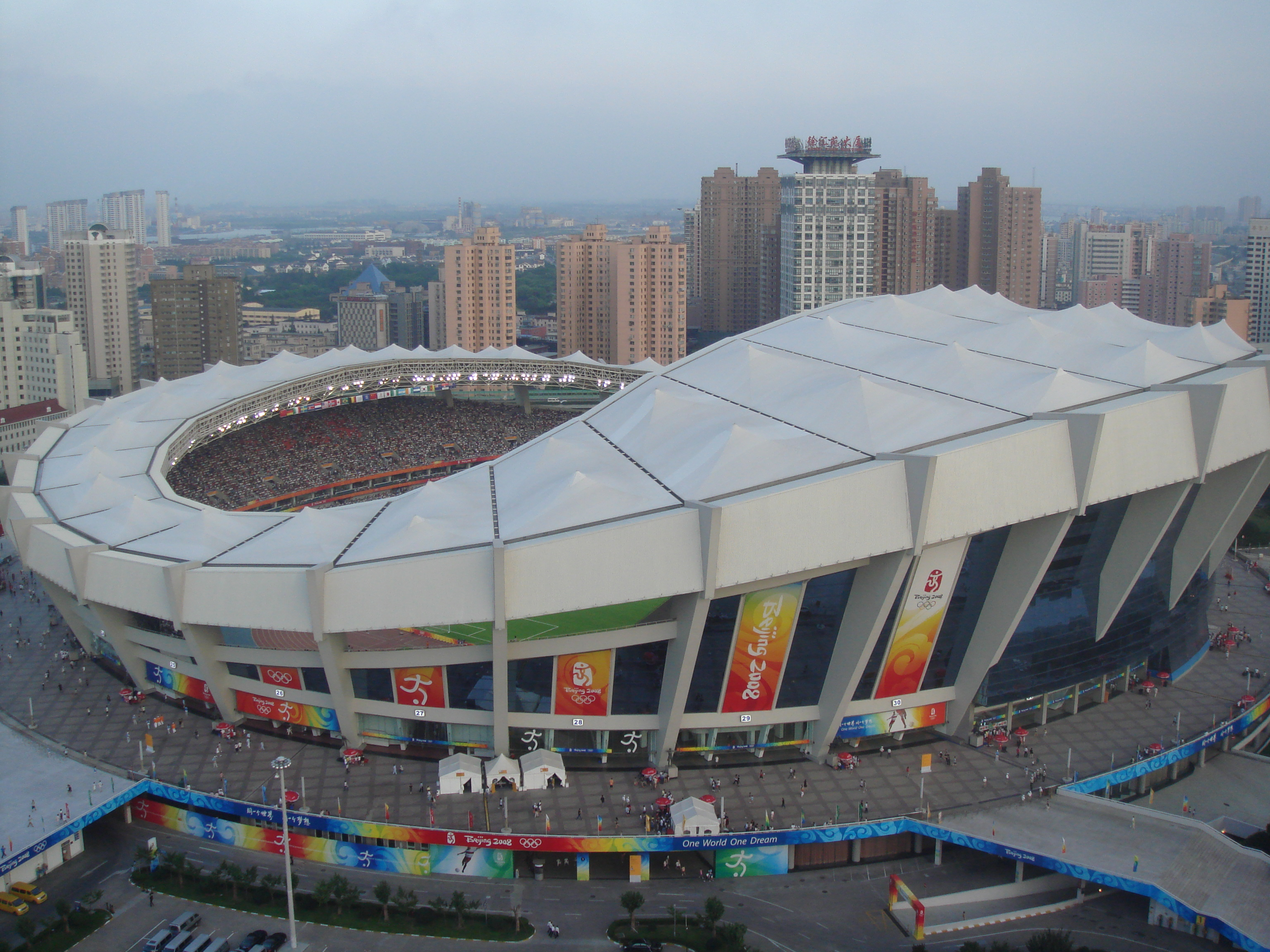
Das Shanghai-Stadion während des olympischen Fußballturniers 2008

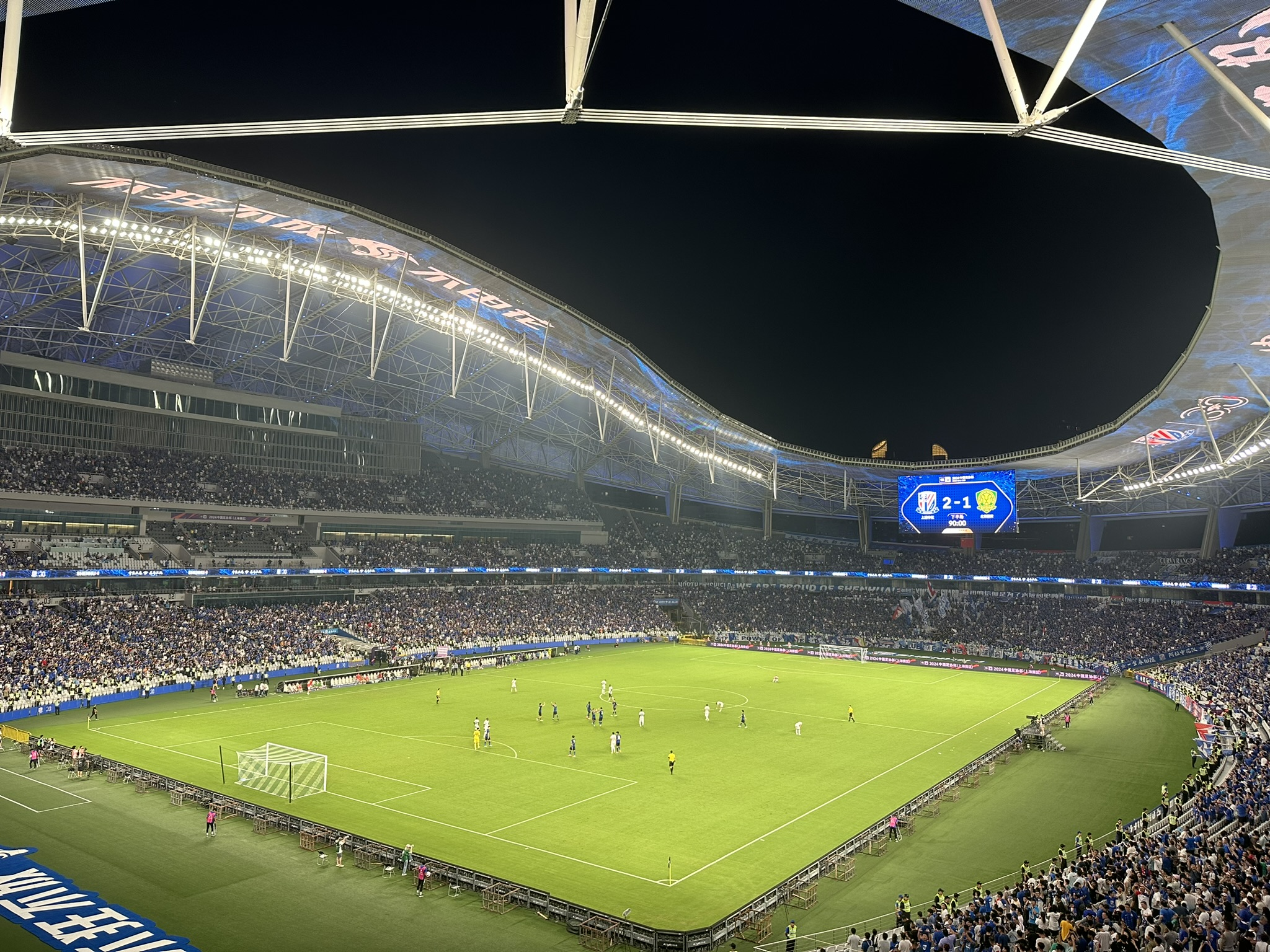
Das Shanghai-Stadion am 22. August 2024 beim Viertelfinalspiel im Chinese FA Cup 2024 zwischen dem Shanghai Shenhua FC und Beijing Guoan (2:1)

Das Stadion wurde 1997 anlässlich der 8. Chinesischen Nationalspiele, die vom 12. bis zum 24. Oktober des Jahres stattfanden, eröffnet. Während der Olympischen Spiele 2008 wurden dort Vorrundenspiele der Fußballturniere ausgetragen. Das Gelände umfasst 190.000 Quadratmeter, womit es zu den größten Stadien des Landes zählt. Zu Fußballspielen fasste es bis 2020 insgesamt 56.000 Besucher. Im Sommer 2007 war die Anlage eine der Austragungsorte der Special Olympics World Summer Games, die Sommerausgabe der Special Olympics für Menschen mit geistiger Behinderung und Mehrfachbehinderung.
Von 2020 an wurde das Shanghai-Stadion für die geplante FIFA-Klub-Weltmeisterschaft 2021 umfangreich renoviert und ausgebaut. Die Leichtathletikanlage wurde entfernt, das Spielfeld um 1,7 m abgesenkt und die Tribünen dichter an den Spielfeldrand erweitert. Die Klub-Weltmeisterschaft wurde aufgrund der COVID-19-Pandemie in die Vereinigten Arabischen Emirate verlegt. Durch den Umbau gewann man 16.000 Plätze und seitdem bietet es 72.000 Sitzplätze. Aufgrund der Erweiterung musste das Dach um 16,5 m über den Innenraum verlängert werden, damit die Zuschauer auf den neuen Sitzen bei Regen nicht nass werden. 2022 wurde der Umbau abgeschlossen.